# You&Me (Kis-My-Ft2のシングル)
『You&Me』（ユーアンドミー）は、日本の男性アイドルグループ・Kis-My-Ft2のスペシャルシングル。2018年4月25日にavex traxからセブンネット限定で発売された。

## 概要
- 東京インテリアのCMソング「HOME」[1]と、横尾渉、宮田俊哉、二階堂高嗣、千賀健永主演 日本テレビ深夜ドラマ『○○な人の末路』主題歌[2]の北山宏光、藤ヶ谷太輔、玉森裕太によるユニット曲「ZERO」[2]の両A面でリリース[1]。
- 77,777枚完全生産限定盤と通常盤の二形態でリリース。77,777枚完全生産限定盤には、2曲の映像コンテンツを収録したDVDが付属しており、ディスクジャケットには001から77,777までの数字と、「(You) & Kis-My-Ft2 (Me)」の印字が施される[1]。
- 7thアルバム「Yummy!!」と同時リリース。
- 発売から約7年後の2025年3月31日に本作のデジタル・ダウンロード、サブスクリプションが解禁された。

- 「HOME」はベストアルバム『BEST of Kis-My-Ft2』にて一般流通のCD作品に初収録となった。「ZERO」は2025年8月現在、一般流通のCD作品には未収録となっている。ただし、2曲とも『LIVE TOUR 2018 Yummy!! you&me』の初回盤特典「スペシャルエディットCD」に収録されているため、「ZERO」についてはオリジナルの音源とは異なるバージョンであれば一般流通のCDに収録されている。

## 収録内容

### CD
1. HOME［4:29］
作詞・作曲：竹内雄彦、編曲：千葉純治，竹内雄彦
  - 「東京インテリア」CMソング
2. ZERO［4:20］ - 北山宏光・藤ヶ谷太輔・玉森裕太
作詞：月丘りあ子、作曲：Kento Takeda，Christofer Erixon，SHIKATA、編曲：Kento Takeda、Additional Arrangement：鈴木雅也
  - 横尾渉・宮田俊哉・二階堂高嗣・千賀健永主演 日本テレビ深夜ドラマ『○○な人の末路』主題歌

DVD/Blu-ray「LIVE TOUR 2018 Yummy!! you&me」初回盤特典スペシャルエディットCDには7人バージョンが収録されている。

### DVD
※77,777枚完全生産限定盤のみ
1. 「HOME」レコーディングMOVIE
2. 「ZERO」ダンスMOVIE

## 収録作品
| 楽曲タイトル | 収録                        | 収録                                                                |
| ------------ | --------------------------- | ------------------------------------------------------------------- |
| HOME         | CDシングル                  | 『You&Me』                                                          |
| HOME         | レコーディングMOVIE         | 『You&Me』〈77,777枚完全生産限定盤〉                                |
| HOME         | ライブ映像                  | 『LIVE TOUR 2018 Yummy!! you&me』                                   |
| HOME         | CD （スペシャルエディット） | 『LIVE TOUR 2018 Yummy!! you&me』〈初回盤〉                         |
| HOME         | ライブ映像                  | 『君を大好きだ』〈EXTRA盤〉 （LIVE TOUR 2018 YOU&ME Extra Yummy!!） |
| HOME         | CDアルバム                  | 『BEST of Kis-My-Ft2』                                              |
| HOME         | ライブ映像                  | 『LIVE TOUR 2021 HOME』                                             |
| ZERO         | CDシングル                  | 『You&Me』                                                          |
| ZERO         | ダンスMOVIE                 | 『You&Me』〈77,777枚完全生産限定盤〉                                |
| ZERO         | ライブ映像                  | 『LIVE TOUR 2018 Yummy!! you&me』                                   |
| ZERO         | CD （スペシャルエディット） | 『LIVE TOUR 2018 Yummy!! you&me』〈初回盤〉                         |